# Michaela Biancofiore

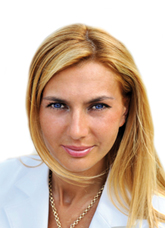
Michaela Biancofiore (2014)

Michaela Biancofiore (* 28. Dezember 1970 in Bozen) ist eine italienische Politikerin.

## Leben
Biancofiore ist Tochter eines aus Apulien stammenden Gerichtsbediensteten und einer römischen Mutter. Sie war Studentin der Rechtswissenschaften und Unternehmerin im Wellness-Bereich.
Im Jahr 1994 schloss sich Biancofiore der soeben gegründeten Partei Forza Italia an, da sie sich „mit der explosiven Kraft eines Tsunamis“ zur Führungsgestalt Silvio Berlusconis hingedrängt fühlte. 1995 trat sie bei den Bozner Gemeinderatswahlen als Kandidatin der Liste Vorwärts Südtirol (Forza Alto Adige) an, scheiterte jedoch mit lediglich 18 Vorzugsstimmen. 1998 kandidierte sie für den Südtiroler Landtag, konnte aber mit 277 Vorzugsstimmen kein Mandat erringen. In der Folge agierte sie als Sekretärin und Beraterin ihres damaligen Partners Franco Frattini.
2003 wurde Biancofiore zur Landes-Koordinatorin der Forza Italia in Südtirol. Im selben Jahr wurde sie mit 3.680 Vorzugsstimmen in den Südtiroler Landtag und damit gleichzeitig den Regionalrat Trentino-Südtirol gewählt. Größeres Aufsehen erregte sie mit einigen in der Presse lancierten Aussagen, in denen sie die Verteidigung der italienischen Sprache innerhalb der Grenzen der Republik forderte, die Anbringung der italienischen Trikolore auf jedem Südtiroler Bauernhof befürwortete und schließlich eine „Wiederbevölkerung“ Südtiroler Täler durch italienische Arbeiter aus dem Süden andachte.
2005 war Biancofiore Protagonistin einer Kundgebung anlässlich der Gemeinderats- und Bürgermeisterwahlen in Bozen. Die Veranstaltung wurde insbesondere durch das Auftreten von Ministerpräsident Silvio Berlusconi berühmt, der beim Erzählen eines Witzes – die herzlich lachende Biancofiore umarmend – der versammelten Menge seinen Mittelfinger zeigte. Nachdem der in der ersten Stichwahl zum Bürgermeister gewählte Mitte-rechts-Kandidat Giovanni Benussi keine Mehrheit für seine Stadtregierung gefunden hatte, wurden Neuwahlen nötig. Biancofiore entschloss sich, das durch die Presse gegangene Bild Berlusconis mit erhobenem Mittelfinger für die Wahlplakate der Forza Italia zu verwenden. In der Folge verlor Benussi gegen seinen unter anderem von Mitte-links-Parteien und der Südtiroler Volkspartei unterstützten Konkurrenten Luigi Spagnolli und gab eine Teilschuld an seiner Niederlage dem seiner Meinung nach geschmacklosen Wahlkampf. Biancofiore, deren Schwester Antonella von 1997 bis 2005 Gemeinderätin der Alleanza Nazionale gewesen war, wurde zwar in den Gemeinderat gewählt, verzichtete aber anschließend auf ihr Mandat.
Bei den Parlamentswahlen 2006 konnte Biancofiore im Mehrpersonenwahlkreis Trentino-Südtirol einen Sitz in der Abgeordnetenkammer erringen und trat von ihrem Landtags- und Regionalratsmandat zurück. Bei den vorgezogenen Parlamentswahlen 2008 trat sie in einem Wahlkreis in Kampanien an und konnte als Kandidatin des aus einer Fusion von Forza Italia und Alleanza Nazionale entstandenen Popolo della Libertà erneut in die Abgeordnetenkammer einziehen.
Mediales Aufsehen erregte Biancofiore erneut, als sie ihren 39. Geburtstag in Berlusconis Villa in Arcore feierte und dabei eine Torte mitbrachte, die mit einem Bild der Mittelfinger-Szene verziert war. Im Juni 2011 geriet sie in die Schlagzeilen der Lokalpresse, da sie als 2010 gewähltes Bozner Gemeinderatsmitglied des PdL bei 56 der bisherigen 62 Sitzungen unentschuldigt ferngeblieben war. Innerhalb der zerstrittenen italienischen Rechten in Südtirol lieferte sich Biancofiore über Jahre hinweg Auseinandersetzungen mit dem vormaligen Exponenten der Alleanza Nazionale Giorgio Holzmann. Streitpunkte waren dabei die Beziehungen zur Südtiroler Volkspartei und deren Agenda sowie die politische Zukunft Südtirols, über die sie ambivalente Vorstellungen hegt. So bezeichnete Biancofiore mehrfach Südtirol als ein Problem für Italien, warnte vor einem Übermaß an Autonomie und sprach von einem „Todesmarsch“ der italienischsprachigen Bevölkerungsgruppe der Provinz. Andererseits ließ sie jedoch verlauten, sie befürworte einen Freistaat Südtirol, der intern nach dem Schweizer Modell in Kantone unterteilt werden könne, oder schlug gar eine Umwandlung des Landes in ein steuerbefreites „alpines Montecarlo“ vor.
Im Laufe des Wahlkampfs zu den Parlamentswahlen 2013 ließ Biancofiore verlauten, die Südtiroler sollten den Faschisten dankbar für die Einführung der Kanalisationssysteme sein, die die bis dato verbreiteten Plumpsklos erfolgreich zurückgedrängt hätten. Kurze Zeit später stellte sie ihre Autobiographie vor (Il Cuore oltre gli ostacoli), in der sie ihre Lebensgeschichte verarbeitete – nach eigenen Worten die Geschichte eines Mädchens aus der Berlusconi-Generation, aufgewachsen in der Provinz, die dank Silvio Berlusconi sämtliche Hindernisse überbrücken und ihre Hoffnungen und Träume wiedererlangen konnte. Bei den Parlamentswahlen kandidierte sie als regionale Spitzenkandidatin für die Abgeordnetenkammer und konnte aufgrund des schwachen Abschneidens des PdL im Mehrpersonenwahlkreis Trentino-Südtirol als einzige Vertreterin der Partei in die Kammer einziehen. Im Laufe der Verhandlungen zur Bildung des Kabinetts von Ministerpräsident Enrico Letta brachte Biancofiore ihren Namen ins Spiel, indem sie sich als perfekt für das Amt eines Ministers geeignet bezeichnete. In der Folge setzte sich Berlusconi dafür ein, ihr als Staatssekretärin (sottosegretario di stato) einen Posten in der Regierung zu verschaffen. Als Reaktion auf ihre Nominierung als Staatssekretärin für Chancengleichheit erfolgten scharfe Proteste von Lesben- und Schwulenverbänden, die auf verschiedene ihrer Meinung nach homophobe Bemerkungen Biancofiores verwiesen. Nachdem Biancofiore unmittelbar nach ihrer Vereidigung in einem Interview eine Entschuldigung für ihre Aussagen über Homo- oder Transsexuelle strikt abgelehnt und stattdessen eine vermeintliche „Selbstghettoisierung“ der Lesben- und Schwulenverbände attestiert hatte, entzog ihr Ministerpräsident Letta die Zuständigkeiten für Chancengleichheit, Sport und Jugendpolitik und wies ihr Aufgaben im Bereich öffentliche Verwaltung zu. Am 28. September 2013 reichte Biancofiore auf Wunsch von Berlusconi, wie die anderen Regierungsmitglieder des PdL, ihr Rücktrittsgesuch ein. Nachdem ihm im Parlament das Vertrauen ausgesprochen wurde, nahm Ministerpräsident Letta – unter nachträglichen Protesten der Betroffenen – als einzigen den Rücktritt von Biancofiore an.
Bei den Parlamentswahlen 2018 verlor Biancofiore im Einerwahlkreis Bozen mit 25 % der Stimmen deutlich gegen Maria Elena Boschi und erreichte als Spitzenkandidatin der Forza Italia im Mehrpersonenwahlkreis Trentino-Südtirol lediglich 6,98 % der Stimmen. Da sie von ihrer Partei aber auch in einem Mehrpersonenwahlkreis in der Emilia-Romagna als Spitzenkandidatin aufgestellt worden war, gelang ihr dennoch ein erneuter Einzug in die Abgeordnetenkammer. 2021 trat sie aus Forza Italia aus und schloss sich in der Abgeordnetenkammer der neugegründeten Fraktion Coraggio Italia an.
Als von Fratelli d’Italia, Lega und Forza Italia unterstützte Kandidatin für den Senat trat sie bei den Parlamentswahlen 2022 im Einerwahlkreis Rovereto im Trentino an und konnte dort mit 36,79 % der Stimmen ein Mandat erringen.

## Autobiographie
- Il cuore oltre gli ostacoli: La mia storia. Mondadori, Mailand 2014, ISBN 978-88-04-64632-7.